# Mengiszewo
Mengiszewo (bułg. Менгишево) – wieś w Bułgarii, w obwodzie Szumen, w gminie Wyrbica. W 2024 roku liczyła 567 mieszkańców.